# Cañón de la Herradura (Utah)
El Cañón de la Herradura es un área remota al oeste del río Verde y el norte del parque nacional Tierra de Cañones en Utah, en los Estados Unidos de América. Es conocido por su colección de obras artísticas en las rocas, incluyendo pictografías y petroglifos.

## Historia

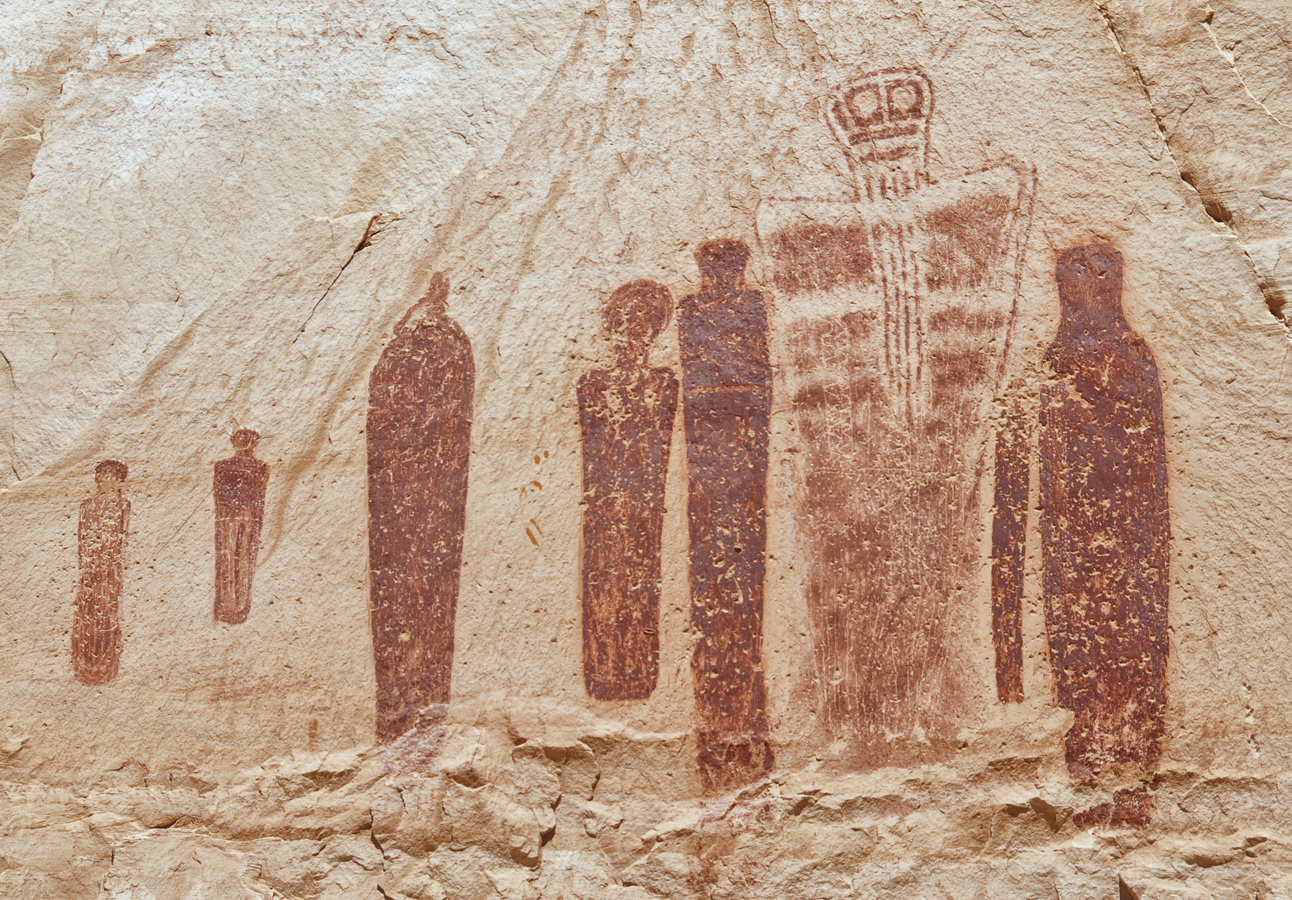
El panel del espíritu santo en la gran Galería, Cañón de la Herradura.

La presencia humana en el Cañón de la Herradura data del 7000-9000 antes de Cristo, cuando los paleoindígenas cazaban grandes mamíferos como el mastodonte y los mamuts, al suroeste.

## Galería

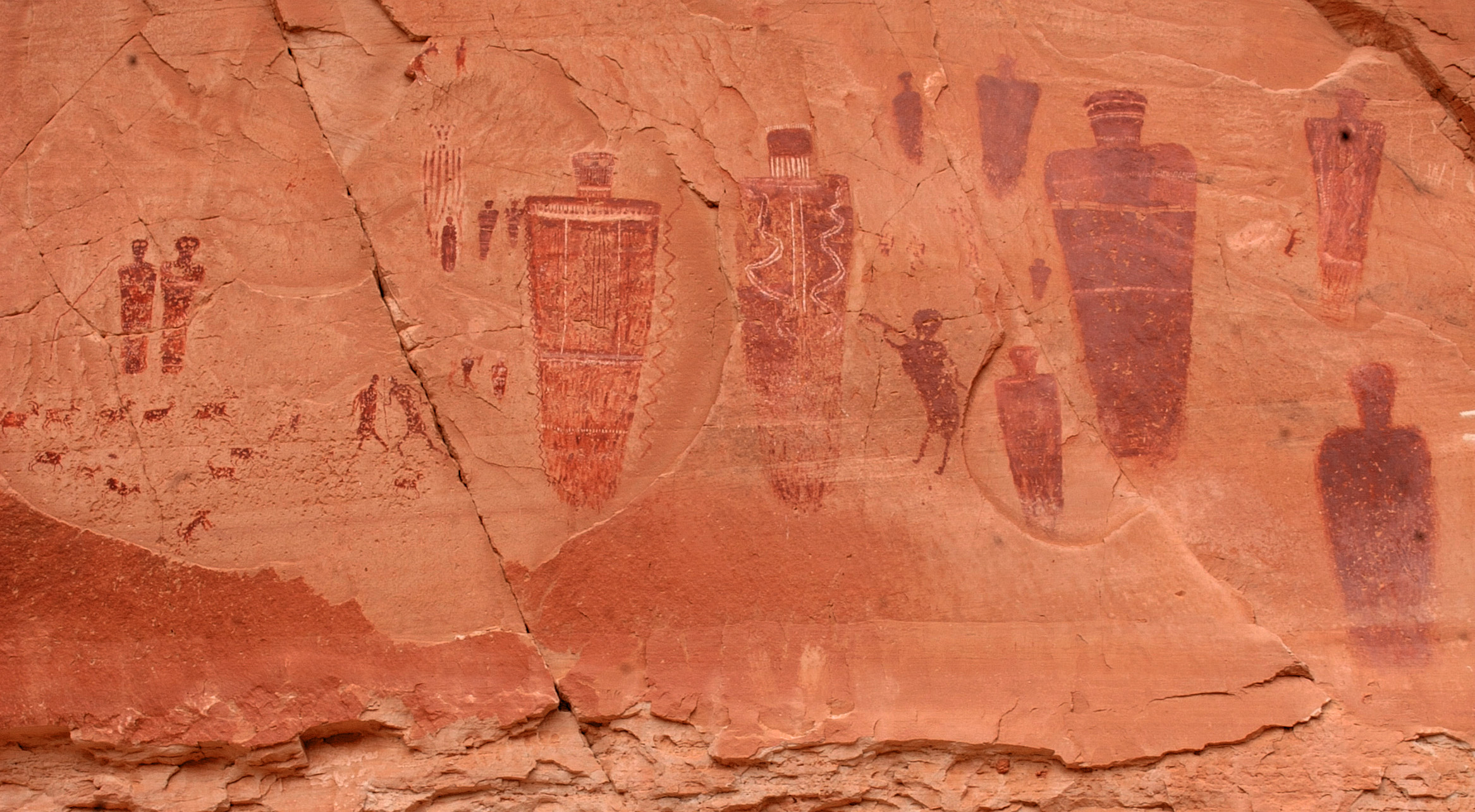
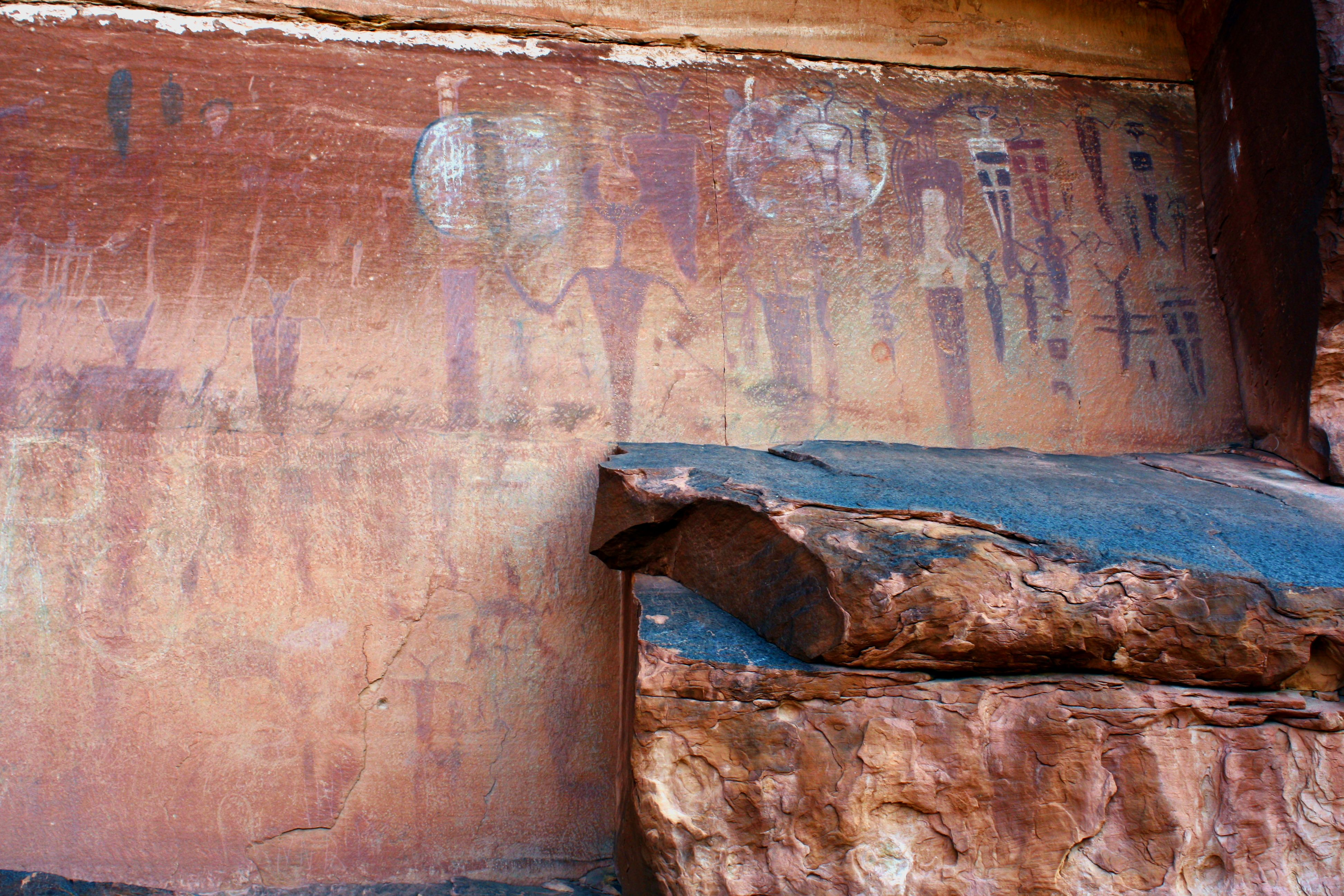